# Johann Friedrich Wender
Johann Friedrich Wender (bautizado el 6 de diciembre de 1655, Dörna, Turingia, Alemania – 13 de junio de 1729, ibídem) fue un constructor de órganos alemán, que tuvo su taller en Mühlhausen.

## Biografía
Nacido en Dörna, Turingia, Wender colaboró con Johann Sebastian Bach, quién obtuvo su primer empleo como un organista en la iglesia de Arnstadt en 1703, después de haber inspeccionado y demostrado un órgano nuevo que Wender había construido allí. En 1707 Bach se trasladó a Mühlhausen, donde Wender trabajaba. Wender murió en Dörna.
Entre los alumnos destacados de Wender se incluyen su hijo Christian Friedrich Wender, su yerno Johann Nikolaus Becker, Johann Christian Dauphin y Johann Jacob John.

## Obras destacadas
| Año       | Ubicación    | Edificio               | Imagen | Manuales | Pedales | Notas |
| --------- | ------------ | ---------------------- | ------ | -------- | ------- | --- |
| 1689–1691 | Mühlhausen   | Divi Blasii            |        | II/P     | 29      | expandido, parcialmente nuevo |
| 1695      | Seligenstadt | Abtei                  |        | II/P     | 31      | |
| 1699–1703 | Arnstadt     | Bachkirche             |        | II/P     | 29      | órgano nuevo para la nueva iglesia |
| 1700      | Weimar       | Stadtkirche            |        |          |         | restauración |
| 1708      | Mühlhausen   | Divi Blasii            |        | III/P    | 38      | Reconstrucción siguiendo las sugerencias de Bach. Las especificaciones que se conservan de Bach han permitido la reconstrucción de este órgano perdido. |
| 1714      | Érfurt       | St. Severi             |        | II/P     | 24      | Caja existente |
| 1714–1717 | Merseburg    | Dom- und Schlosskirche |        | IV/P     | 66      | reparación y terminación del instrumento empezado en 1695 por Zacharias Theißner                                                                        |
| 1716–1722 | Merseburg    | St. Maximi             |        |          |         | Nuevo órgano, inspeccionado el 11 o 12 de mayo de 1722 por el Thomaskantor Johann Kuhnau y Georg Friedrich Kauffmann                                    |